# Centrali elettronucleari negli Stati Uniti d'America
A settembre 2024 negli Stati Uniti d'America sono attive 61 centrali nucleari per la produzione di energia elettrica, nelle quali sono operativi 101 reattori nucleari: 34 di tipo BWR e 67 PWR.
84 reattori nucleari hanno ottenuto un'estensione ventennale della licenza che permetterà alla maggioranza dei reattori di arrivare ad operare oltre il 2030. È stata anticipata la possibilità di un'ulteriore estensione ventennale, attualmente è in studio la documentazione dei requisiti necessari per ottenerla, portando la vita operativa dei reattori scelti ad 80 anni, quindi arrivando al 2050.
Sono stati dismessi 34 reattori nucleari: 11 di tipo BWR, 19 di tipo PWR, 1 di tipo PHWR e 1 di tipo FBR, 2 HTGR e altri 2 di tipologia ignota.
I dati delle tabelle sottostanti sono aggiornati a settembre 2024 (ove non specificato altrimenti) e sono tratti dal sito web dell'Agenzia internazionale per l'energia atomica, dalla World Nuclear Association e dalla U.S. Nuclear Regulatory Commission.

## Operativi
| Reattori operativi                              |           |                    |                    |                         |                        |                        |
| Centrale                                        | Tipologia | Potenza netta (MW) | Inizio costruzione | Allacciamento alla rete | Produzione commerciale | Dismissione (prevista) |
| Arkansas One (Reattore 1)                       | PWR       | 842                | 6 dicembre 1968    | 17 agosto 1974          | 19 dicembre 1974       | 20 maggio 2034         |
| Arkansas One (Reattore 2)                       | PWR       | 997                | 6 dicembre 1968    | 26 dicembre 1978        | 26 marzo 1980          | 17 luglio 2038         |
| Beaver Valley (Reattore 1)                      | PWR       | 892                | 26 giugno 1970     | 14 giugno 1976          | 1º ottobre 1976        | 29 gennaio 2036        |
| Beaver Valley (Reattore 2)                      | PWR       | 846                | 3 maggio 1974      | 17 agosto 1987          | 17 novembre 1987       | 27 maggio 2037         |
| Braidwood (Reattore 1)                          | PWR       | 1 178              | 31 dicembre 1975   | 12 luglio 1987          | 29 luglio 1988         | 17 ottobre 2046        |
| Braidwood (Reattore 2)                          | PWR       | 1 152              | 31 dicembre 1975   | 25 maggio 1988          | 17 ottobre 1988        | 18 dicembre 2047       |
| Browns Ferry (Reattore 1)                       | BWR       | 1 065              | 1º maggio 1967     | 15 ottobre 1973         | 1º agosto 1974         | 20 dicembre 2033       |
| Browns Ferry (Reattore 2)                       | BWR       | 1 103              | 1º maggio 1967     | 28 agosto 1974          | 1º marzo 1975          | 28 giugno 2034         |
| Browns Ferry (Reattore 3)                       | BWR       | 1 104              | 1º luglio 1968     | 12 settembre 1976       | 1º marzo 1977          | 2 luglio 2036          |
| Brunswick (Reattore 1)                          | BWR       | 938                | 7 febbraio 1970    | 4 dicembre 1976         | 18 marzo 1977          | 8 settembre 2036       |
| Brunswick (Reattore 2)                          | BWR       | 920                | 7 febbraio 1970    | 29 aprile 1975          | 3 novembre 1975        | 27 dicembre 2034       |
| Byron (Reattore 1)                              | PWR       | 1 164              | 31 dicembre 1975   | 1º marzo 1985           | 16 settembre 1985      | 31 ottobre 2044        |
| Byron (Reattore 2)                              | PWR       | 1 136              | 31 dicembre 1975   | 6 febbraio 1987         | 21 agosto 1987         | 6 novembre 2046        |
| Callaway                                        | PWR       | 1 190              | 16 aprile 1976     | 24 ottobre 1984         | 19 dicembre 1984       | 18 ottobre 2044        |
| Calvert Cliffs (Reattore 1)                     | PWR       | 873                | 7 luglio 1969      | 3 gennaio 1975          | 8 maggio 1975          | 31 luglio 2034         |
| Calvert Cliffs (Reattore 2)                     | PWR       | 862                | 7 luglio 1969      | 7 dicembre 1976         | 1º aprile 1977         | 13 agosto 2036         |
| Catawba (Reattore 1)                            | PWR       | 1 129              | 7 agosto 1975      | 22 gennaio 1985         | 29 giugno 1985         | 5 dicembre 2043        |
| Catawba (Reattore 2)                            | PWR       | 1 129              | 7 agosto 1975      | 18 maggio 1986          | 19 agosto 1986         | 5 dicembre 2043        |
| Clinton                                         | BWR       | 1 043              | 24 febbraio 1976   | 24 aprile 1987          | 24 novembre 1987       |                        |
| Columbia                                        | BWR       | 1 131              | 19 febbraio 1972   | 27 maggio 1984          | 13 dicembre 1984       | 20 dicembre 2043       |
| Comanche Peak (Reattore 1)                      | PWR       | 1 209              | 19 dicembre 1974   | 24 aprile 1990          | 13 agosto 1990         |                        |
| Comanche Peak (Reattore 2)                      | PWR       | 1 158              | 19 dicembre 1974   | 9 aprile 1993           | 3 agosto 1993          |                        |
| Cooper                                          | BWR       | 769                | 4 giugno 1968      | 10 maggio 1974          | 1º luglio 1974         | 18 gennaio 2034        |
| Davis Besse                                     | PWR       | 879                | 24 marzo 1971      | 28 agosto 1977          | 31 luglio 1978         | 22 aprile 2037         |
| Diablo Canyon (Reattore 1)                      | PWR       | 1 122              | 23 aprile 1968     | 11 novembre 1984        | 7 maggio 1985          |                        |
| Diablo Canyon (Reattore 2)                      | PWR       | 1 118              | 9 dicembre 1970    | 20 ottobre 1985         | 13 marzo 1986          |                        |
| Donald Cook (Reattore 1)                        | PWR       | 1 009              | 25 marzo 1969      | 10 febbraio 1975        | 28 agosto 1975         | 25 ottobre 2034        |
| Donald Cook (Reattore 2)                        | PWR       | 1 060              | 25 marzo 1969      | 22 marzo 1978           | 1º luglio 1978         | 23 dicembre 2037       |
| Dresden (Reattore 2)                            | BWR       | 867                | 10 gennaio 1966    | 13 aprile 1970          | 9 giugno 1970          | 22 dicembre 2029       |
| Dresden (Reattore 3)                            | BWR       | 867                | 14 ottobre 1966    | 22 luglio 1971          | 16 novembre 1971       | 12 gennaio 2031        |
| Duane Arnold                                    | BWR       | 579                | 22 giugno 1970     | 19 maggio 1974          | 1º febbraio 1975       | 21 febbraio 2034       |
| Enrico Fermi (Reattore 2)                       | BWR       | 1 122              | 26 settembre 1972  | 21 settembre 1986       | 23 gennaio 1988        |                        |
| Farley (Reattore 1)                             | PWR       | 851                | 16 agosto 1972     | 18 agosto 1977          | 1º dicembre 1977       | 25 giugno 2037         |
| Farley (Reattore 2)                             | PWR       | 860                | 16 agosto 1972     | 25 maggio 1981          | 30 luglio 1981         | 31 marzo 2041          |
| FitzPatrick                                     | BWR       | 854                | 20 maggio 1970     | 1º febbraio 1975        | 28 luglio 1975         | 17 ottobre 2034        |
| Grand Gulf                                      | BWR       | 1 259              | 4 settembre 1974   | 20 ottobre 1984         | 1º luglio 1985         |                        |
| H.B. Robinson (Reattore 2)                      | PWR       | 710                | 13 aprile 1967     | 26 settembre 1970       | 7 marzo 1971           | 31 luglio 2030         |
| Hatch (Reattore 1)                              | BWR       | 876                | 30 settembre 1969  | 11 novembre 1974        | 31 dicembre 1975       | 6 agosto 2034          |
| Hatch (Reattore 2)                              | BWR       | 883                | 27 dicembre 1972   | 22 settembre 1978       | 5 settembre 1979       | 13 giugno 2038         |
| Hope Creek                                      | BWR       | 1 161              | 1º marzo 1976      | 1º agosto 1986          | 20 dicembre 1986       | 11 aprile 2046         |
| Indian Point (Reattore 2)                       | PWR       | 1 025              | 14 ottobre 1966    | 26 giugno 1973          | 1º agosto 1974         |                        |
| Indian Point (Reattore 3)                       | PWR       | 1 040              | 13 agosto 1969     | 27 aprile 1976          | 30 agosto 1976         |                        |
| LaSalle (Reattore 1)                            | BWR       | 1 118              | 10 settembre 1973  | 4 settembre 1982        | 1º gennaio 1984        | 17 aprile 2042         |
| LaSalle (Reattore 2)                            | BWR       | 1 120              | 10 settembre 1973  | 20 aprile 1984          | 19 ottobre 1984        | 16 dicembre 2043       |
| Limerick (Reattore 1)                           | BWR       | 1 130              | 19 giugno 1974     | 13 aprile 1985          | 1º febbraio 1986       | 26 ottobre 2044        |
| Limerick (Reattore 2)                           | BWR       | 1 134              | 19 giugno 1974     | 1º settembre 1989       | 8 gennaio 1990         | 22 giugno 2049         |
| McGuire (Reattore 1)                            | PWR       | 1 100              | 23 febbraio 1973   | 12 settembre 1981       | 1º dicembre 1981       | 12 giugno 2041         |
| McGuire (Reattore 2)                            | PWR       | 1 100              | 23 febbraio 1973   | 23 maggio 1983          | 1º marzo 1984          | 3 marzo 2043           |
| Millstone (Reattore 2)                          | PWR       | 877                | 11 dicembre 1970   | 9 novembre 1975         | 26 dicembre 1975       | 31 luglio 2035         |
| Millstone (Reattore 3)                          | PWR       | 1 137              | 9 agosto 1974      | 12 febbraio 1986        | 23 aprile 1986         | 25 novembre 2045       |
| Monticello                                      | BWR       | 572                | 19 giugno 1967     | 5 marzo 1971            | 30 giugno 1971         | 8 settembre 2030       |
| Nine Mile Point (Reattore 1)                    | BWR       | 621                | 12 aprile 1965     | 9 novembre 1969         | 1º dicembre 1969       | 22 agosto 2029         |
| Nine Mile Point (Reattore 2)                    | BWR       | 1 142              | 24 giugno 1974     | 8 agosto 1987           | 11 marzo 1988          | 31 ottobre 2046        |
| North Anna (Reattore 1)                         | PWR       | 903                | 19 febbraio 1971   | 17 aprile 1978          | 6 giugno 1978          | 1 aprile 2038          |
| North Anna (Reattore 2)                         | PWR       | 903                | 19 febbraio 1971   | 17 aprile 1978          | 6 giugno 1978          | 1 aprile 2038          |
| Oconee (Reattore 1)                             | PWR       | 846                | 6 novembre 1967    | 6 maggio 1973           | 15 luglio 1973         | 6 febbraio 2033        |
| Oconee (Reattore 2)                             | PWR       | 846                | 6 novembre 1967    | 5 dicembre 1973         | 9 settembre 1974       | 6 ottobre 2033         |
| Oconee (Reattore 3)                             | PWR       | 846                | 6 novembre 1967    | 18 settembre 1974       | 16 dicembre 1974       | 19 luglio 2034         |
| Oyster Creek                                    | BWR       | 614                | 15 dicembre 1964   | 23 settembre 1969       | 1º dicembre 1969       | 9 aprile 2029          |
| Palisades                                       | PWR       | 778                | 14 marzo 1967      | 31 dicembre 1971        | 31 dicembre 1971       | 24 marzo 2031          |
| Palo Verde (Reattore 1)                         | PWR       | 1 311              | 5 maggio 1976      | 10 giugno 1985          | 28 gennaio 1986        | 1 giugno 2045          |
| Palo Verde (Reattore 2)                         | PWR       | 1 314              | 1º giugno 1976     | 20 maggio 1986          | 19 settembre 1986      | 24 aprile 2046         |
| Palo Verde (Reattore 3)                         | PWR       | 1 317              | 1º giugno 1976     | 28 novembre 1987        | 8 gennaio 1988         | 25 novembre 2047       |
| Peach Bottom (Reattore 2)                       | BWR       | 1 112              | 31 gennaio 1968    | 18 febbraio 1974        | 5 luglio 1974          | 8 agosto 2033          |
| Peach Bottom (Reattore 3)                       | BWR       | 1 112              | 31 gennaio 1968    | 1º settembre 1974       | 23 dicembre 1974       | 2 luglio 2034          |
| Perry                                           | BWR       | 1 245              | 3 maggio 1977      | 19 dicembre 1986        | 18 novembre 1987       |                        |
| Pilgrim                                         | BWR       | 684                | 26 agosto 1968     | 19 luglio 1972          | 1º dicembre 1972       | 8 giugno 2032          |
| Point Beach (Reattore 1)                        | PWR       | 510                | 19 luglio 1967     | 6 novembre 1970         | 21 dicembre 1970       | 5 ottobre 2030         |
| Point Beach (Reattore 2)                        | PWR       | 516                | 25 luglio 1968     | 2 agosto 1972           | 1º ottobre 1972        | 8 marzo 2033           |
| Prairie Island (Reattore 1)                     | PWR       | 551                | 25 giugno 1968     | 4 dicembre 1973         | 16 dicembre 1973       | 9 agosto 2033          |
| Prairie Island (Reattore 2)                     | PWR       | 545                | 25 giugno 1969     | 21 dicembre 1974        | 21 dicembre 1974       | 29 ottobre 2034        |
| Quad Cities (Reattore 1)                        | BWR       | 867                | 15 febbraio 1967   | 12 aprile 1972          | 18 febbraio 1973       | 14 dicembre 2032       |
| Quad Cities (Reattore 2)                        | BWR       | 867                | 15 febbraio 1967   | 23 maggio 1972          | 10 marzo 1973          | 14 dicembre 2032       |
| R.E. Ginna                                      | PWR       | 580                | 25 aprile 1966     | 2 dicembre 1969         | 1º luglio 1970         | 18 settembre 2029      |
| River Bend                                      | BWR       | 978                | 25 marzo 1977      | 3 dicembre 1985         | 16 giugno 1986         |                        |
| Salem (Reattore 1)                              | PWR       | 1 174              | 25 settembre 1968  | 25 dicembre 1976        | 30 giugno 1977         | 13 agosto 2036         |
| Salem (Reattore 2)                              | PWR       | 1 158              | 25 settembre 1968  | 3 giugno 1981           | 13 ottobre 1981        | 18 aprile 2040         |
| Seabrook                                        | PWR       | 1 245              | 7 luglio 1976      | 29 maggio 1990          | 19 agosto 1990         |                        |
| Sequoyah (Reattore 1)                           | PWR       | 1 148              | 27 maggio 1970     | 22 luglio 1980          | 1º luglio 1981         | 17 settembre 2040      |
| Sequoyah (Reattore 2)                           | PWR       | 1 126              | 27 maggio 1970     | 23 dicembre 1981        | 1º giugno 1982         | 15 settembre 2041      |
| Shearon Harris                                  | PWR       | 900                | 28 gennaio 1978    | 19 gennaio 1987         | 2 maggio 1987          | 24 ottobre 2046        |
| South Texas (Reattore 1)                        | PWR       | 1 280              | 22 dicembre 1975   | 30 marzo 1988           | 25 agosto 1988         |                        |
| South Texas (Reattore 2)                        | PWR       | 1 280              | 22 dicembre 1975   | 11 aprile 1989          | 19 giugno 1989         |                        |
| St. Lucie (Reattore 1)                          | PWR       | 839                | 1º luglio 1970     | 7 maggio 1976           | 21 dicembre 1976       | 1 marzo 2036           |
| St. Lucie (Reattore 2)                          | PWR       | 839                | 2 maggio 1977      | 13 giugno 1983          | 8 agosto 1983          | 6 aprile 2043          |
| Surry (Reattore 1)                              | PWR       | 799                | 25 giugno 1968     | 4 luglio 1972           | 22 dicembre 1972       | 25 maggio 2032         |
| Surry (Reattore 2)                              | PWR       | 799                | 25 giugno 1968     | 10 marzo 1973           | 1º maggio 1973         | 29 gennaio 2033        |
| Susquehanna (Reattore 1)                        | BWR       | 1 185              | 2 novembre 1973    | 16 novembre 1982        | 8 giugno 1983          | 17 luglio 2042         |
| Susquehanna (Reattore 2)                        | BWR       | 1 140              | 2 novembre 1973    | 3 luglio 1984           | 12 febbraio 1985       | 23 marzo 2044          |
| Three Mile Island (Reattore 1)                  | PWR       | 786                | 18 maggio 1968     | 19 giugno 1974          | 2 settembre 1974       | 19 aprile 2034         |
| Turkey Point (Reattore 3)                       | PWR       | 693                | 27 aprile 1967     | 2 novembre 1972         | 14 dicembre 1972       | 19 luglio 2032         |
| Turkey Point (Reattore 4)                       | PWR       | 693                | 27 aprile 1967     | 21 giugno 1973          | 7 settembre 1973       | 10 aprile 2033         |
| Virgil C. Summer                                | PWR       | 966                | 21 marzo 1973      | 16 novembre 1982        | 1º gennaio 1984        | 6 agosto 2042          |
| Vogtle (Reattore 1)                             | PWR       | 1 150              | 1º agosto 1976     | 27 marzo 1987           | 1º giugno 1987         | 16 gennaio 2047        |
| Vogtle (Reattore 2)                             | PWR       | 1 152              | 1º agosto 1976     | 10 aprile 1989          | 20 maggio 1989         | 9 febbraio 2049        |
| Vogtle (Reattore 3)                             | AP1000    | 1 117              | 2 marzo 2013       | 31 marzo 2023           | 31 luglio 2023         |                        |
| Vogtle (Reattore 4)                             | AP1000    | 1 117              | 19 novembre 2013   | 6 marzo 2024            | 29 aprile 2024         |                        |
| Waterford (Reattore 3)                          | PWR       | 1 176              | 14 novembre 1974   | 18 marzo 1985           | 24 settembre 1985      |                        |
| Watts Bar (Reattore 1)                          | PWR       | 1 123              | 23 gennaio 1973    | 6 febbraio 1996         | 5 maggio 1996          | 2035                   |
| Watts Bar (Reattore 2)                          | PWR       | 1 218              | 1 settembre 1973   | 3 giugno 2016           | 19 ottobre 2016        | 2055                   |
| Wolf Creek                                      | PWR       | 1 160              | 31 maggio 1977     | 12 giugno 1985          | 3 settembre 1985       | 11 marzo 2045          |
| Totale: 101 reattori per 102944 MW complessivi. |           |                    |                    |                         |                        |                        |

## Futuri
| Reattori pianificati                                |
| Totale: 18 reattori per 8312 MW complessivi.        |
| Reattori in fase di proposta                        |
| Totale: 24 reattori per circa 26000 MW complessivi. |

## Dismessi

### Spenti
Aggiornamento: Novembre 2016
| Reattori spenti |           |                    |                    |                         |                        |                           |
| Centrale | Tipologia | Potenza netta (MW) | Inizio costruzione | Allacciamento alla rete | Produzione commerciale | Dismissione               |
| Bonus | BWR       | 17                 | 1º gennaio 1960    | 14 agosto 1964          | 1º settembre 1965      | 1º giugno 1968            |
| Fort Calhoun | PWR       | 482                | 7 giugno 1968      | 25 agosto 1973          | 26 settembre 1973      | 24 ottobre 2016           |
| Crystal River (Reattore 3) | PWR       | 860                | 25 settembre 1968  | 30 gennaio 1977         | 13 marzo 1977          | 5 febbraio 2013           |
| CVTR | PHWR      | 17                 | 1º gennaio 1960    | 18 dicembre 1963        |                        | 10 gennaio 1967           |
| Dresden (Reattore 1) | BWR       | 197                | 1º maggio 1956     | 15 aprile 1960          | 4 luglio 1960          | 31 ottobre 1978           |
| Enrico Fermi (Reattore 1) | FBR       | 61                 | 1º agosto 1956     | 5 agosto 1966           |                        | 29 novembre 1972          |
| Ge Vallecitos | BWR       | 24                 | 1º gennaio 1956    | 19 ottobre 1957         | 19 ottobre 1957        | 9 dicembre 1963           |
| Hallam | [ 4 ]     | 75                 | 1º gennaio 1959    | 1º settembre 1963       | 1º novembre 1963       | 1º settembre 1964         |
| Humboldt Bay | BWR       | 63                 | 1º novembre 1960   | 18 aprile 1963          | 1º agosto 1963         | 2 luglio 1976             |
| Indian Point (Reattore 1) | PWR       | 257                | 1º maggio 1956     | 16 settembre 1962       | 1º ottobre 1962        | 31 ottobre 1974           |
| Kewaunee | PWR       | 556                | 6 agosto 1968      | 8 aprile 1974           | 16 giugno 1974         | 7 maggio 2013             |
| LaCrosse | BWR       | 48                 | 1º marzo 1963      | 26 aprile 1968          | 7 novembre 1969        | 30 aprile 1987            |
| Millstone (Reattore 1) | BWR       | 641                | 1º maggio 1966     | 29 novembre 1970        | 1º marzo 1971          | 1º luglio 1998            |
| Peach Bottom (Reattore 1) | HTGR      | 40                 | 1º febbraio 1962   | 27 gennaio 1967         | 1º giugno 1967         | 1º novembre 1974          |
| Piqua | [ 4 ]     | 12                 | 1º gennaio 1960    | 1º luglio 1963          | 1º novembre 1963       | 10 gennaio 1966           |
| Rancho Seco | PWR       | 873                | 1º aprile 1969     | 13 ottobre 1974         | 17 aprile 1975         | 7 giugno 1989             |
| San Onofre (Reattore 1) | PWR       | 436                | 1º maggio 1964     | 16 luglio 1967          | 1º gennaio 1968        | 30 novembre 1992          |
| San Onofre (Reattore 2) | PWR       | 1 070              | 1º marzo 1974      | 20 settembre 1982       | 8 agosto 1983          | 7 giugno 2013             |
| San Onofre (Reattore 3) | PWR       | 1 080              | 1º marzo 1974      | 25 settembre 1983       | 1º aprile 1984         | 7 giugno 2013             |
| Three Mile Island (Reattore 2) | PWR       | 880                | 1º novembre 1969   | 21 aprile 1978          | 30 dicembre 1978       | Meltdown il 28 marzo 1979 |
| Vermont Yankee | BWR       | 620                | 11 dicembre 1967   | 20 settembre 1972       | 30 novembre 1972       | 29 dicembre 2014          |
| Zion (Reattore 1) | PWR       | 1 040              | 1º dicembre 1968   | 28 giugno 1973          | 31 dicembre 1973       | 13 febbraio 1998          |
| Zion (Reattore 2) | PWR       | 1 040              | 1º dicembre 1968   | 26 dicembre 1973        | 17 settembre 1974      | 13 febbraio 1998          |
| Totale dismessi + smantellati: 34 reattori per 11190 MW complessivi. |           |                    |                    |                         |                        |                           |
| NOTE: - La normativa in vigore prevede la possibilità di sostituire i reattori attualmente operativi una volta che saranno giunti al termine del loro ciclo di vita e anche di aumentare il loro numero (sia riattivando reattori arrestati che costruendone di nuovi). |           |                    |                    |                         |                        |                           |

### Totalmente smantellati
Aggiornamento: 2011
| Reattori smantellati |           |                    |                    |                         |                        |                  |
| Centrale             | Tipologia | Potenza netta (MW) | Inizio costruzione | Allacciamento alla rete | Produzione commerciale | Dismissione      |
| Big Rock Point       | BWR       | 67                 | 1º maggio 1960     | 8 dicembre 1962         | 29 marzo 1963          | 29 agosto 1997   |
| Elk River            | BWR       | 22                 | 1º gennaio 1959    | 24 agosto 1963          | 1º luglio 1964         | 1º febbraio 1968 |
| Fort St. Vrain       | HTGR      | 330                | 1º settembre 1968  | 11 dicembre 1976        | 1º luglio 1979         | 29 agosto 1989   |
| Haddam Neck          | PWR       | 560                | 1º maggio 1964     | 7 agosto 1967           | 1º gennaio 1968        | 5 dicembre 1996  |
| Maine Yankee         | PWR       | 860                | 1º ottobre 1968    | 8 novembre 1972         | 28 dicembre 1972       | 1º agosto 1997   |
| Pathfinder           | BWR       | 59                 | 1º gennaio 1959    | 25 luglio 1966          | 1º agosto 1966         | 1º ottobre 1967  |
| Rancho Seco          | PWR       | 873                | 1º aprile 1969     | 13 ottobre 1974         | 17 aprile 1975         | 7 giugno 1989    |
| Saxton               | PWR       | 3                  | 1º gennaio 1960    | 1º marzo 1967           | 1º marzo 1967          | 1º maggio 1972   |
| Shippingport         | PWR       | 60                 | 1º gennaio 1954    | 2 dicembre 1957         | 26 maggio 1958         | 1º ottobre 1982  |
| Shoreham             | BWR       | 820                | 1º novembre 1972   | 1º agosto 1986          | 1º agosto 1986         | 1º maggio 1989   |
| Trojan               | PWR       | 1 095              | 1º febbraio 1970   | 23 dicembre 1975        | 20 maggio 1976         | 9 novembre 1992  |
| Yankee NPS           | PWR       | 167                | 1º novembre 1957   | 10 novembre 1960        | 1º luglio 1961         | 1º ottobre 1991  |